# Hipolit Wyżewski
Hipolit Wyżewski (ur. w 1766 roku – zm. w 1813 roku) – wydawca Korrespondenta Warszawskiego Donoszącego Wiadomości Kraiowe y Zagraniczne w 1792 i 1793 roku, szambelan Stanisława Augusta Poniatowskiego, złożył akces do insurekcji kościuszkowskiej, członek wolnomularstwa.